# طلوع خورشید (فیلم ۱۹۹۳)
طلوع خورشید (به انگلیسی: Rising Sun) یا خورشید در حال طلوع یک فیلم جنایی و دلهره‌آور آمریکایی محصول سال ۱۹۹۳ به کارگردانی فیلیپ کافمن با بازی شان کانری، وسلی اسنایپس، هاروی کایتل و کری هیرویوکی تاگاوا است.

## داستان
به هنگام افتتاح شعبه جدید یک شرکت بزرگ ژاپنی در لس آنجلس، جنازهٔ زنی در اتاق کنفرانس پیدا می‌شود و «بازرس وب اسمیت» (اسنایپس) با سرپرستی «جان کانر» (کانری)، یکی از کارشناسان باتجربهٔ پلیس (که سال‌های بسیاری را در ژاپن گذرانده) تحقیقات را آغاز می‌کند…

## بازیگران
- شان کانری … کاپیتان جان کانر
- وسلی اسنایپس
- هاروی کایتل … جیمز تام گراهام
- کری هیرویوکی تاگاوا .. ادی ساکومورا
- کوین اندرسون … باب ریچموند
- ماکو ایواماتسو … یوشیدا سان
- ری وایز … سناتور جان مورتون
- استن اگی … ماسائو اسشیحارا
- استن شو … فیلیپس
- تیا کریر
- استیو بوشمی
- تاتیانا پاتیتس … شریل لین آستین
- کلاید کوساتسو … شجو تاناکا
- الکساندرا پاورز